# Микао Усуи
Микао Усуи (臼井甕男, 15 август 1865 – 9 март 1926) е смятан за основател на „Рейки“.
Усуи е известен като велик лечител. Други смятат, че учението му е спиритична, окултна практика, форма на Будизъм, и не е откривател или преоткривател на „Рейки“. „Рейки“ се използва в Японската армия като основно средство за помощ (лечение).
Микао Усуи обяснява своето учение като:
| „ | Метод за постигане на персонало извисяване. | “ |

| „ | Ти си всичко – ако излекуваш себе си, ти лекуваш във всичко! | “ |